# Aloísio Teixeira
Aloísio Teixeira (1 de outubro de 1944 – Rio de Janeiro, 23 de julho de 2012) foi um economista, professor titular e ex-reitor da Universidade Federal do Rio de Janeiro (UFRJ). Graduado em Economia pela Faculdade de Ciências Políticas e Econômicas do Rio de Janeiro em 1978, mestre em Economia pela UFRJ em 1983 e doutor em Economia pela Universidade Estadual de Campinas (Unicamp) em 1993.
Morreu em 23 de julho de 2012 devido a infarto fulminante ocorrido em sua casa.